# Бошан, Ричард, 1-й граф Вустер
Ричард де Бошан (англ. Richard de Beauchamp; до 1397 — 18 марта 1422) — 2-й барон Бергавенни с 1411 года, 1-й граф Вустер с 1421 года, английский рыцарь, сын Уильяма де Бошана, 1-го барона Бергавенни, и Джоан Фицалан.

## Биография
Ричард родился до 1397 года и был единственным сыном Уильяма де Бошана, 1-го барона Бергавенни, и Джоан Фицалан, дочери Ричарда Фицалана, 11-го графа Арундела, от первого брака с Элизабет де Богун.
В 1311 году умер его отец, после чего Ричард унаследовал титул барона Бергавенни, а также богатые владения в Мидлендсе (Уорикшире и Вустершире) и в Валлийской марке с центром в Абергавенни.
8 апреля 1413 года Ричард был посвящён в рыцари Ордена Бани. В 1415 году он был назначен хранителем Валлийской марки.
Ричард принимал участие в возобновившейся при Генрихе V Столетней войне. В 1418 году он был назначен капитаном уланов и лучников в Нормандии. В феврале 1421 года он получил титул графа Вустера.
В 1422 году Ричард принял участие в осаде Мо, во время которой был смертельно ранен и умер 18 марта. Его наследницей была единственная дочь Элизабет, которая была выдана замуж за Эдуарда Невилла, одного из сыновей графа Уэстморленда, принеся ему в приданое Абергавенни. Титул же графа Вустера угас и вернулся к короне.
Вдова Ричарда вскоре вышла замуж за его двоюродного брата Ричарда де Бошана, 13-го графа Уорика. Позже его зять, Ричард Невилл, унаследовавший в 1446 году титул графа Уорика, оспаривал у своего дяди, Эдварда Невилла, 1-го барона Абергавенни, полученные тем в приданое земли в Абергавенни и Уорикшире.

## Семья
Жена: Изабелла ле Диспенсер (26 июля 1400 — 27 декабря 1439), дочь Томаса ле Диспенсера, графа Глостера, и Констанс Йоркской. Дети:
- Элизабет Бошан (16 сентября 1415 — 18 июня 1448), 3-я баронесса Бергавенни (де-юре) с 1422[3]; муж: Эдуард Невилл (ок. 1417 — 18 октября 1476), барон Бергавенни (по праву жены), 1-й барон Абергавенни с 1450[4]

После смерти мужа Изабелла вышла замуж вторично, её избранником стал Ричард де Бошан (23 января 1382 — 30 апреля 1439), 13-й граф Уорик, двоюродный брат её первого мужа.